# Polemón (escolarca)
Polemón (en griego: Πολέμων) (? - 270 a. C.), conocido como El Escolarca, fue un filósofo platónico de la Antigua Grecia. Ejerció como el cuarto escolarca de la Academia Platónica en 315 a. C.
Hijo de Filóstrato, un aristócrata acaudalado, siendo joven Polemón heredó una gran fortuna que le permitió llevar una vida derrochadora. Según una leyenda transmitida por Diógenes Laercio, a los treinta años, tras una fiesta, entró por error en la escuela de Jenócrates, impresionándole tanto su oratoria que se convirtió en uno de sus mayores discípulos, y llevando a partir de entonces una vida extremadamente austera. El mismo autor relata que los discípulos del filósofo, como este no acostumbrara a salir de su huertecillo más que para pasearse por Atenas, construyeron chozas alrededor de este para estar cerca suyo.

Fue amigo de Crantor de Cilicia así como de Zenón de Citio y de Arcesilao. Crates de Triasio fue su erómeno, como él lo fue de Jenócrates . Diógenes Laercio, citando a Antígono de Caristo, dice que la relación entre Polemón y Crates duró más allá del periodo de formación del segundo, llegando a vivir en la misma casa y ser enterrados juntos. A la muerte por tisis de Polemón, Crates heredó el escolarcado de la Academia. Este es el epitafio que, según Laercio, escribió Atenágoras sobre los dos:
"Refiere, oh caminante que transitas,
cómo en este sepulcro
Crates el santo y Polemón descansan;
magnánimos varones y concordes,
de cuyos labios y divina boca
sacras palabras fluyen,
y cuya pura vida,
aun sobre lo divino, sabiamente
los siglos ilustró, bien arreglada

a sus fundados y severos dogmas."
Estimaba que el objeto de la filosofía era ejercitar al hombre en cosas y actos, no en especulaciones dialécticas. Su carácter era grave y severo. En literatura admiraba a Homero y Sófocles.
Se cree que escribió varias obras, aunque ninguna de ellas ha perdurado hasta la actualidad. En cualquier caso, se estima que su mayor aportación radica en la acentuación de los conceptos de su maestro.